# Wonder Wheel
Wonder Wheel ist ein Filmdrama von Woody Allen, das im Oktober 2017 als Abschlussfilm des New York Film Festivals seine Premiere feierte und am 1. Dezember 2017 in ausgewählte US-amerikanische Kinos kam.

## Handlung
New York in den späten 1950er Jahren. Um dem hektischen Leben in der Innenstadt zu entfliehen, fahren die Menschen in den Vergnügungspark Coney Island an der Küste des Stadtteils Brooklyn, wo sich ein Riesenrad, Karussells und ein Badestrand befinden, an dem Mickey Rubin als Rettungsschwimmer nach dem Rechten schaut. Auch Humpty, der Betreiber eines Karussells, verdient sein Geld mit den Vergnügungssuchenden. Seine Frau Ginny arbeitet als Kellnerin in einem nahe gelegenen Clam House, wo Muschelgerichte serviert werden. Sie hat einen kleinen Sohn, der immer wieder zündelt.
Das Paar erhält eines Tages unerwarteten Besuch von Humptys Tochter, zu der seit Jahren kein Kontakt bestand. Carolina hatte gegen den Willen ihres Vaters einen Gangster geheiratet, sich aber wieder von ihm getrennt und gegenüber dem FBI ausgesagt. Nun ist sie völlig mittellos auf der Flucht vor seinen Leuten.
Mickey studiert Literatur und will später Theaterstücke schreiben. Er und Ginny haben eine Liebesaffäre und Ginny hofft auf ein besseres Leben mit ihm, in dem sie ihre Karriere als Schauspielerin wieder aufnehmen kann. Aber auch Carolina erweckt – von Ginny eifersüchtig beobachtet – Mickeys Interesse.
Eines Abends treffen sich Carolina und Mickey in einer Pizzeria. Die Gangster suchen erneut nach Carolina und Ginny läuft ans Telefon, um Carolina zu warnen. Als sie das Restaurant an der Leitung hat, legt sie wieder auf. Im Restaurant gesteht Mickey Carolina seine Liebe. Beide verabschieden sich vor dem Restaurant und man sieht, dass die schwarze Limousine der Gangster Carolina folgt.
Am nächsten Morgen fragt Humpty Mickey, ob Carolina bei ihm geblieben sei. Mickey antwortet wahrheitsgemäß, sie hätten sich vor dem Restaurant getrennt. Mickey beginnt nachzuforschen und stellt dann Ginny zur Rede, warum sie bei ihrem Anruf im Restaurant aufgelegt habe, ohne Carolina zu warnen. Ginny hat getrunken und gibt vor nicht zu verstehen. Mickey verlässt sie.
Auch Humpty hat wieder getrunken, weil ihm der Verlust seiner Tochter schwer zugesetzt hat. Er beschwört Ginny, ihn nicht zu verlassen. Beide stehen vor den Trümmern ihres Lebens.

## Produktion

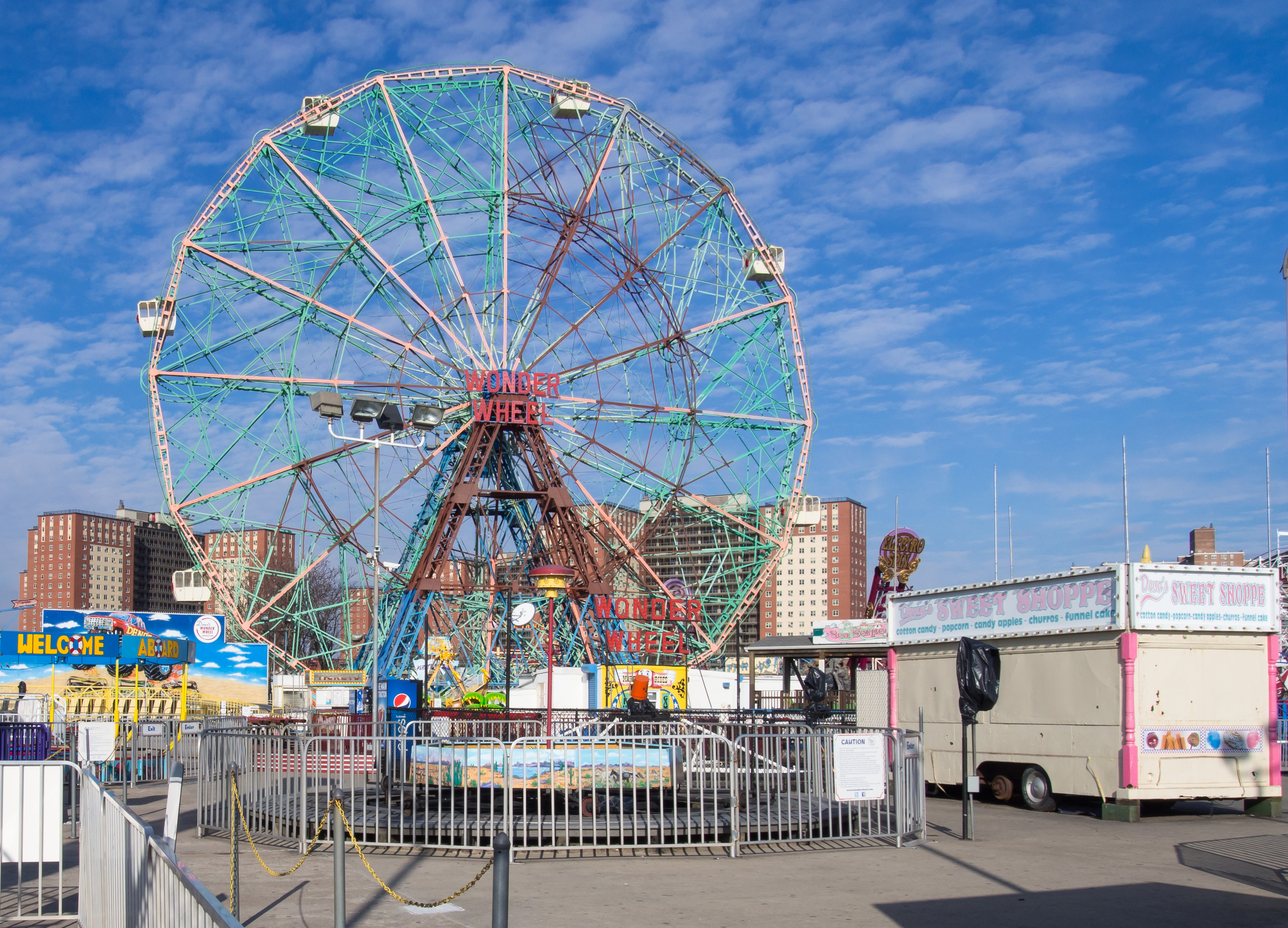
Der Filmtitel bezieht sich auf das Wonder Wheel auf Coney Island

Der Film wurde von den Amazon Studios produziert. Regie führte Woody Allen, der auch das Drehbuch zum Film schrieb. Es handelt sich bei Wonder Wheel um den 47. Film, bei dem Allen Regie führte und auch das Drehbuch schrieb. Der Filmtitel bezieht sich auf das Wonder Wheel auf Coney Island.
Die Dreharbeiten fanden in New York statt. Das Szenenbild schufen Santo Loquasto und Regina Graves. Die Produktionskosten beliefen sich auf rund 25 Millionen US-Dollar.
Erstmals übernahmen die Amazon Studios bei Wonder Wheel neben der Produktion auch alleine den Vertrieb bei einem Film. Der Film feierte am 14. Oktober 2017 als Abschlussfilm des New York Film Festivals seine Premiere und kam am 1. Dezember 2017 in ausgewählte US-amerikanische Kinos. Ein Kinostart in Deutschland erfolgte am 11. Januar 2018.

## Synchronisation
Die Synchronisation übernahm die Berliner Synchron GmbH Wenzel Lüdecke. Axel Malzacher führte die Dialogregie.
| Rolle        | Schauspieler      | Deutscher Sprecher |
| ------------ | ----------------- | ------------------ |
| Ginny        | Kate Winslet      | Ulrike Stürzbecher |
| Mickey Rubin | Justin Timberlake | Robin Kahnmeyer    |
| Ryan         | Max Casella       | Moritz Hecke       |
| Carolina     | Juno Temple       | Luisa Wietzorek    |
| Humpty       | Jim Belushi       | Joachim Tennstedt  |

## Soundtrack
Im Soundtrack von Wonder Wheel verwandte Allen den Barbershop-Klassiker „Coney Island Washboard“ in der Fassung der Mills Brothers von 1932 (Brunswick 1363) als Erkennungsmelodie, ferner Musik von Chico Hamilton, Jo Stafford („You Belong to Me“, 1952) und Tony Bennett.

## Rezeption

### Altersfreigabe und Kritiken
In Deutschland ist der Film FSK 12. In der Freigabebegründung heißt es: „12-Jährige sind in der Lage, der phantastisch ausgestalteten Geschichte zu folgen und die zunehmend dramatische Situation der Figuren angemessen zu verarbeiten. Es gibt keine Gewaltszenen, die Zuschauer ab 12 Jahren beeinträchtigen könnten; die Dramatik entwickelt sich in erster Linie über die Dialoge. Zudem spielt der Film in einer nostalgisch überzeichneten Umgebung, was eine emotionale Distanzierung erleichtert.“
Martina Knoben von der Süddeutschen Zeitung meint, das Drehbuch zu Wonder Wheel kreise so behäbig um seine eigene Achse, wie das titelgebende Riesenrad, Kate Winslets Spiel aber sei ein Erlebnis: „Allein die Szene, in der sie Mickey ihr Leben erzählt, ist wie ein Film für sich.“ Dass ausgerechnet der Aushilfsbademeister Mickey als Erzähler fungiert, so Knoben weiter, erweise sich allerdings mehr und mehr als unglückliche Wahl, und die Perspektive könnte erklären, warum der Film so schlicht und hölzern theaterhaft wirkt und Mickey eine ziemlich fade Figur bleibt. Auch Humpty oder die von Juno Temple sehr frisch gespielte Carolina seien kaum mehr als Rädchen im Erzählgetriebe, so Knoben.
Benjamin Lee von The Guardian meint, wie Kate Winslets Figur stecke auch Woody Allen in der Vergangenheit fest, und Wonder Wheel sei eine erdrückende Erinnerung an seine Gegenwart.

### Auszeichnungen (Auswahl)
Hollywood Film Awards 2017
- Auszeichnung als Schauspielerin des Jahres (Kate Winslet)

Die Deutsche Film- und Medienbewertung FBW in Wiesbaden verlieh dem Film das Prädikat wertvoll.